# 新ファンキー・モンキー ティーチャー どつかれたるねん!
新ファンキー・モンキー ティーチャー どつかれたるねん!は、間寛平主演、吉本芸人出演のVシネマ。原作はもりやまつる「ファンキー・モンキー・ティーチャー」。1994年発売。
シリーズ作品であり、全6作で完結している。ここでは第5作目の「新ファンキー・モンキー ティーチャー どつかれたるねん!」について記載する。

## あらすじ
ヤンキー体育教師の戸沢（間寛平）は、東京都内の学校に転任することになる。悪行の限りを尽くしてきたという戸沢だが、転任先にいた憧れの美人教師、松井(白島靖代)が大の大阪嫌いと知り、東京人になりすまそうするが、長年の生活で染み付いた癖や方言はなかなか抜けず、悪戦苦闘する。その松井がボクシング部の顧問、森村（布川敏和）と婚約していると分かると、必死で押さえていた思いが爆発し、同じく大阪人であることで辛い思いを味わってきた高校生徒・河本（河本栄得）とともに、森村のいるボクシング部に試合の挑戦状を叩きつける。

## 登場人物・キャスト
- 戸沢先生：間寛平

大阪よりやってきた、ヤンキー体育教師
- 松井先生：白島靖代

大阪嫌いの美人女教師。戸沢が憧れてしまう。
- 三上：篠原涼子
- 細井先生：伊集院光
- 青木先生：ジミー大西

学園の教師。戸沢の元教え子。
- 河本：河本栄得(ベイブルース)
- 高山：高山知浩(ベイブルース)
- 瀬戸：井上和浩

学園に通う生徒。高校生
- 森村先生：布川敏和

松井の婚約者。ボクシング部顧問
- 峰校長：ベンガル

学園の校長
一部の登場人物は、役柄などが不明な部分があり。

## スタッフ
- 原作：もりやまつる
- 監督：市川徹
- 脚本：木村和彦(吉本興業)
- 撮影：瀬川龍
- 音楽：小川類
- 主題歌：間寛平とファンキーモンキーズ「ファンキー・モンキー・ロックンロール」
- 挿入歌：KATSUMI「LIFE OF THE STRONGEST MAN」
- アクション協力：倉田プロモーション
- 製作：ポニーキャニオン、プレイビルパブリッシャーズ

## VHS・DVD情報
- 「新ファンキー・モンキー ティーチャー どつかれたるねん!」(2004年11月17日)